# Huff – Reif für die Couch
Huff – Reif für die Couch (Originaltitel: Huff) ist eine US-amerikanische Fernsehserie, die das Leben des Psychiaters Dr. Craig „Huff“ Huffstodt, seiner Familie und Freunde schildert. Die in der Serie geschilderten Ereignisse starten mit dem Suizid eines jugendlichen Patienten in Huffs Praxis. Der Schock über diesen Vorfall ändert Huffs Einstellung zum Leben ebenso wie das Leben seiner Familie. Die Serie schildert die darauf folgenden Erlebnisse der Familie Huffstodt und ihrer Freunde. Verortet ist die Serie in einer unbestimmten Gegend im Westen von Los Angeles.

## Besetzung
Die Synchronisation der Serie wurde bei der Cinephon nach Dialogbüchern von Harald Wolff und Änne Troester unter der Dialogregie von Harald Wolff erstellt.
| Rolle                      | Darsteller      | Synchronsprecher          |
| -------------------------- | --------------- | ------------------------- |
| Dr. Craig „Huff“ Huffstodt | Hank Azaria     | Bernd Vollbrecht          |
| Beth Huffstodt             | Paget Brewster  | Ulrike Stürzbecher        |
| Isabelle „Izzy“ Huffstodt  | Blythe Danner   | Karin Buchholz            |
| Byrd Huffstodt             | Anton Yelchin   | Constantin von Jascheroff |
| Theodore „Teddy“ Huffstodt | Andy Comeau     | Gerrit Schmidt-Foß        |
| Russell Tupper             | Oliver Platt    | Lutz Schnell              |
| Paula Dellahouse           | Kimberly Brooks | Vera Teltz                |
| Maggie Del Rosario         | Liza Lapira     | Uschi Hugo                |
| Kelly Knippers             | Faith Prince    | Andrea Solter             |

| Rolle                       | Darsteller                                          | Synchronsprecher         |
| --------------------------- | --------------------------------------------------- | ------------------------ |
| Ben Huffstodt               | Robert Forster (Staffel 1) Tom Skerritt (Staffel 2) | Bodo Wolf                |
| Madeleine Sullivan          | Swoosie Kurtz                                       | Liane Rudolph            |
| Huffs ungarisches Alter Ego | Jack Laufer                                         | Axel Lutter              |
| Doris Johnson               | Annie Potts                                         | Silke Matthias           |
| Gail                        | Misti Traya                                         |                          |
| Melody Coatar               | Lara Flynn Boyle                                    | Claudia Urbschat-Mingues |
| Alyssa                      | Ashley Williams                                     | Julia Ziffer             |
| Dr. Lena Markova            | Anjelica Huston                                     | Marianne Groß            |
| Dauri Rathburn              | Sharon Stone                                        | Martina Treger           |
| Tim Winnick                 | Alex Black                                          | Filipe Pirl              |

## Produktion
Die Serie startete im November 2004 mit einer zweistündigen Pilotfolge im US-amerikanischen Pay-TV-Sender Showtime und wurde bis zum Juni 2006 in zwei Staffeln mit insgesamt 26 Episoden gezeigt. Obwohl mehrere Darsteller für ihre Mitwirkung mit Emmys ausgezeichnet und nominiert sowie Schauspieler und andere Mitglieder der Crew für weitere Preise nominiert wurden, entschloss sich der Sender, keine dritte Staffel folgen zu lassen. Damit blieben mehrere Handlungsstränge offen, die sich im Finale der zweiten Staffel dramatisch zugespitzt hatten.